# Alcis nigra
Alcis nigra là một loài bướm đêm trong họ Geometridae.